# Rue du Griffon
La  rue du Griffon est une voie du quartier des pentes de la Croix-Rousse dans le 1er arrondissement de Lyon, en France.

## Situation et accès
Elle commence place Croix-Paquet, elle longe la place du Griffon et devient en zone de rencontre au niveau de la rue Terraillepour se terminer place Louis-Pradel avec une circulation qui se fait dans le sens de la numérotation.  La petite rue des Feuillants commence sur cette voie tandis que la rue Terraille s'y termine.

## Origine du nom
La rue doit son nom à une enseigne qui représentait un griffon.

## Histoire
La porte du Griffon qui se trouvait un peu plus haut que la rue Terraille est démolie en 1539. Les rues de ce quartier sont ouvertes vers le XIVe siècle. Dès le début, beaucoup de fabricants ou d'ouvriers de la soie s'installent dans ce quartier. 
Lorsque les visitandines arrivent à Lyon en 1615, elles habitent provisoirement rue du Griffonavant de s'installer dans leur monastère de Sainte Marie de Bellecour, situé au niveau de l'actuelle N°9 de la rue Sainte-Hélène.
Au no 4, Claude-Joseph Bonnet (1786-1867) avait ici son magasin de soie.